# Bulinus angolensis
Bulinus angolensis е вид коремоного от семейство Planorbidae. Видът не е застрашен от изчезване.

## Разпространение и местообитание
Разпространен е в Ангола.
Обитава сладководни басейни, реки и потоци.